# 马利萨尔
马利萨尔（法語：Malissard，法語發音：[malisaʁ]）是法国德龙省的一个市镇，属于瓦朗斯区。

## 地理
马利萨尔（44°54'5"N, 4°57'24"E）面积10.17 平方千米，位于法国奥弗涅-罗讷-阿尔卑斯大区德龙省，该省份为法国东南部内陆省份，北起顺时针与伊泽尔省、上阿尔卑斯省、上普罗旺斯阿尔卑斯省、沃克吕兹省和阿尔代什省接壤。
与马利萨尔接壤的市镇（或旧市镇、城区）包括：博蒙莱瓦朗斯、沙伯伊、蒙旺德尔、瓦朗斯。

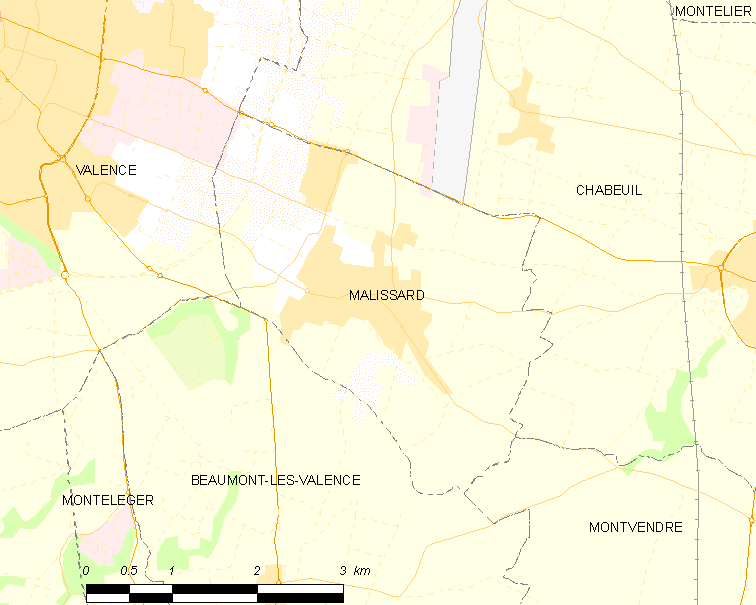
马利萨尔的OSM定位图

马利萨尔的时区为UTC+01:00、UTC+02:00（夏令时）。

## 行政
马利萨尔的邮政编码为26120，INSEE市镇编码为26170。

## 政治
马利萨尔所属的省级选区为瓦朗斯第二县。

## 人口

1962-2008年间马利萨尔人口变化图示

马利萨尔于2022年1月1日时的人口数量为3303人。